# Old Etonians Football Club
L'Old Etonians FC est un club anglais de football basé à Eton qui est particulièrement brillant dans les années 1870.

## Historique
Les joueurs de ce club sont d'anciens élèves du Collège d'Eton, école basée à Eton, dans le Berkshire.
Ce club remporte la FA Cup en 1879 et 1882, et échoue en finale lors des éditions 1875, 1876, 1881 et 1883. Il est le dernier club amateur, et issu de l'élite sociale, à remporter la FA Cup en 1882. Lors de la finale de 1883, le Old Etonians est battu par le Blackburn Olympic, une équipe composée en majorité d'ouvriers.
Le club évolue désormais dans une Ligue mineure : l'Arthurian League.
Le 20 mars 2020, le club est représenté et porté à l'écran par Netflix et la série The English Game.

## Palmarès
- Coupe d'Angleterre
  - Vainqueur : 1879 et 1882
  - Finaliste : 1875, 1876, 1881 et 1883